# Alfons Groszkowski
Alfons Groszkowski (ur. 11 grudnia 1915 w Rybnie, powiat Działdowo, zm. 14 stycznia 1993 w Chełmży) – polski duchowny katolicki, infułat-prepozyt chełmżyńskiej kapituły kolegiackiej, autor publikacji duszpasterskich, katechetycznych i historycznych.
Urodzony w rodzinie rolniczej, był synem Władysława i Konstancji z Pacuskich. Do gimnazjum uczęszczał w Lubawie i Brodnicy, po maturze złożonej w Brodnicy w 1935 wstąpił do seminarium duchownego w Pelplinie. Naukę seminaryjną przerwała II wojna światowa, w czasie której Groszkowski pracował w szpitalu w Brodnicy jako pielęgniarz. Współpracował także z Armią Krajową.
Święcenia kapłańskie przyjął 24 lutego 1946. Pracował jako wikariusz w Lidzbarku Welskim, potem w Tczewie. W 1950 obronił dyplom magistra historii Kościoła katolickiego na Wydziale Teologicznym Uniwersytetu Jagiellońskiego, gdzie jego promotorem był ks. Tadeusz Glemma. Mianowany w 1951 proboszczem w Nowej Cerkwi pod Pelplinem, pracował tam przez 11 lat i zasłużył się m.in. odnowieniem kościoła oraz stworzeniem biblioteki parafialnej. 1 lipca 1962 został proboszczem w Chełmży oraz prepozytem-infułatem Kapituły Kolegiackiej Chełmżyńskiej, a od stycznia 1963 dodatkowo dziekanem dekanatu chełmżyńskiego. 5 listopada 1963 papież Paweł VI nadał mu godność prałacką.
W Chełmży Groszkowski dokończył odbudowę kolegiaty, zniszczonej w pożarze w 1950. Szerzył kult błogosławionej Juty, pustelnicy pochowanej w Chełmży; w miejscu pustelni zarządził budowę kaplicy. Powołał do istnienia dwa domy katechetyczne oraz trzy kościoły filialne. Podobnie jak w Nowej Cerkwi przyczynił się do powstania biblioteczki parafialnej. W ramach kurii biskupiej wchodził w skład Rady Duszpasterskiej, Rady Kapłańskiej i Kolegium Konsultorów.
Ogłaszał drukiem m.in. liczne pomoce katechetyczne i duszpasterskie (Rozmawiam z Bogiem, 1959; Moja rodzina i ja, 1959; Pogadanki dla dzieci przedszkolnych, 1959; Posłannictwo matki, 1961). Pozostawał w kontakcie ze znanym historykiem ks. Pawłem Czaplewskim, był autorem publikacji historycznych (Dekanat gniewski, 1959; Z przeszłości parafii Nowa Cerkiew, 1962; Śladami bł. Juty, 1987).
Pochowany został w Chełmży.